# Francisca Campos
Francisca Linoska Campos Salas (nascida em 19 de julho de 1985) é uma ciclista chilena, especialista em ciclismo de montanha. Participou nos Jogos Olímpicos de 2008, em Pequim, onde terminou em vigésimo quinto lugar na prova de cross-country.
Campos iniciou sua carreira de ciclismo quando tinha apenas 10 anos de idade. Logo, ela participou de campeonatos nacionais e pode olhar para trás em sucessos impressionantes:
- 9 pódios no Campeonato Pan-Americano de Mountain Bike.
- 10 vezes campeão nacional em Mountain Bike e 4 vezes na estrada.
- 3º lugar em uma Copa do Mundo de Mountain Bike.
- Correu para 3 equipes internacionais de Mountain Bike.
- a ciclista mais jovem nos Jogos Olímpicos de Pequim 2008.
- visitou 25 países pela bicicleta de corrida: Argentina, Bolívia, Equador, Brasil, Colômbia, Venezuela, Porto Rico, República Dominicana, Antilhas Holandesas, México, Estados Unidos, Canadá, Espanha, Andorra, França, Bélgica, Suíça, Alemanha, Reino Unido, Áustria, Itália, Eslovênia, Nova Zelândia, Filipinas e China.